# Sieur de Rayssiguier
Sieur de Rayssiguier (* im 16. Jahrhundert oder 17. Jahrhundert im Languedoc; † 25. August 1660) war ein französischer Dramatiker und Übersetzer.

## Leben und Werk
Rayssiguier, dessen Vorname nicht bekannt ist, war ein Protégé des Kardinals von Retz. Nach dessen Tod 1622 in Béziers ging er nach Paris. Von 1630 bis 1636 veröffentlichte er 6 Theaterstücke der Gattung Schäferspiel, die in jüngster Zeit neu herausgegeben wurden. Die Stoffe sind überwiegend dem Roman Astrée von Honoré d’Urfé entnommen oder aus Torquato Tassos Aminta übersetzt. Jean-Pierre Ryngaert nennt die Stücke „malerisch, lyrisch und spektakulär“. Zu seinen Freunden gehörten Pierre Du Ryer und der Rechtsanwalt und Dramatiker Auvray.

## Werke
- Théâtre complet. Tome 1. Hrsg. Sandrine Berrégard. Classiques Garnier, Paris 2021.
  - Tragicomedie pastoralle, où Les amours d’Astree & de Celadon, sont meslees à celles de Diane, de Silvandre & de Paris, avec les inconstances d’Hilas. Par le Sieur de Rayssiguier Advocat. Nicolas Bessin, Paris 1630.
  - L’Aminte du Tasse. Tragi-comedie pastoralle, Accommodée au Theatre François, Par le Sieur de Rayssiguier. Augustin Courbé, Paris 1632.
  - La Bourgeoise ou la promenade de S. Cloud. Tragi-comedie. Par le Sr. de Rayssiguier. Pierre Billaine, Paris 1633.
  - Palinice Circeine et Florice. Tragi-comedie. Tiree de l’Astrée de Mre. Honoré d’Urfé. Par le sieur de R. Antoine de Sommaville, Paris 1634.
- La Celidee sous le nom de Calirie ou de la generosité d’amour. Dediee A Mademoiselle de Rohan par le sieur de Rayssiguier. Toussainct Quinet, 1635. (anderer Titel) Alidor et Oronte. Tragi-Comedie du sieur de R. Toussainct Quinet, Paris 1636.
- Les Thuilleries. Trage-comedie. Anthoine de Sommaville, Paris 1636.

## Dichtung
- Œuvres poétiques du sieur de Rayssiguier. Paris 1631.
- Autres Œuvres poétiques du sieur de Rayssiguier. Paris 1631.